# Залізняк гібридний
Залізняк гібридний (Phlomis hybrida) — рослина роду залізняк родини глухокропивові.

## Морфологічний опис
Багаторічна трав'яна рослина з подовженими горизонтальними кореневищами та бульбами. Формує потужні зарості. Стебла 30—90 см заввишки, напіврозеткові. Прикореневі листки довгочерешкові. Черешок голий або ледь запушений. Листкові пластинки округло-трикутної форми з серцеподібною основою. Стеблові листки довгастояйцеподібні або ланцетні на короткому черешку 1,5—5,5 см завдовжки. Всі листки білувато-повстисті, зверху зелені. Квіти рожево-лілові 17—20 мм завдовжки зібрані у несправжні багатоквіткові кільця. Горішок (плід) тригранні. Цвіте у червні-липні. Плодоносить у серпні. Розмножується насінням та кореневищами.